# Eriachne insularis
Eriachne insularis är en gräsart som beskrevs av Karel Domin. Eriachne insularis ingår i släktet Eriachne och familjen gräs. Inga underarter finns listade i Catalogue of Life.